# Rolf Thielecke
Rolf Thielecke – niemiecki bobsleista, czterokrotny medalista mistrzostw świata.

## Kariera
Pierwszy sukces w karierze osiągnął w 1937 roku, kiedy reprezentacja III Rzeszy w składzie: Bibo Fischer, Lohfeld, H. Fischer i Rolf Thielecke wywalczyła srebrny medal w czwórkach na mistrzostwach świata w St. Moritz. Podczas rozgrywanych rok później mistrzostw świata w St. Moritz/Ga-Pa wspólnie z Bibo Fischerem zwyciężył w dwójkach, a w czwórkach wywalczył brązowy medal. Ostatni sukces osiągnął na mistrzostwach świata w St. Moritz w 1939 roku, gdzie razem z Bibo Fischerem zajął drugie miejsce w dwójkach. Nigdy nie wystąpił na igrzyskach olimpijskich.